# Cheilanthes prenticei
Cheilanthes prenticei là một loài dương xỉ trong họ Pteridaceae. Loài này được Luerss. mô tả khoa học đầu tiên năm 1882.
Danh pháp khoa học của loài này chưa được làm sáng tỏ. 